# Мартинє
Мартинє (словен. Martinje) — поселення в общині Горні Петровці, Помурський регіон, Словенія. Висота над рівнем моря: 283,9 м.